# Norbert Schultze

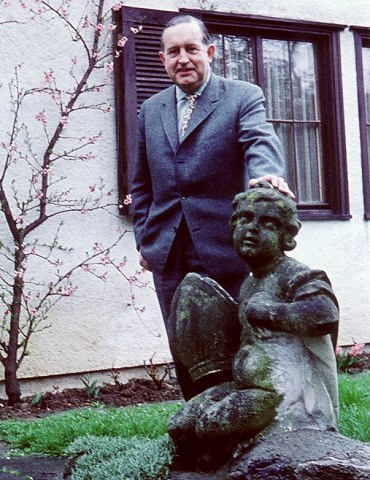
Norbert Schultze im Garten von Artur Beul und Lale Andersen in Zollikon

Norbert Arnold Wilhelm Richard Schultze (* 26. Januar 1911 in Braunschweig; † 14. Oktober 2002 in Bad Tölz) war ein deutscher Komponist und Dirigent. Er verwendete bei seinen Kompositionen auch die Pseudonyme Frank Norbert, Peter Kornfeld und Henri Iversen. 
Seine bekannteste Melodie war die des Liedes Lili Marleen. Weitere Werke waren die Opern Schwarzer Peter und Das kalte Herz, das Musical Käpt’n Bye-Bye, aus dem der Evergreen Nimm mich (uns) mit, Kapitän, auf die Reise stammt, sowie zahlreiche Filmmusiken, wie zum Beispiel zu Die Mädels vom Immenhof (1955).

## Leben
Der Sohn des Mediziners Walter Hans Schultze legte das Abitur am Realgymnasium in Braunschweig ab und studierte in Köln und München Klavier, Dirigieren, Komponieren und die Fächer Musikwissenschaft und Theaterwissenschaft. In München trat er Anfang der 1930er Jahre als Komponist in Erscheinung. Unter dem Pseudonym Frank Norbert war er eine Zeit lang Komponist für das Studentenkabarett Die vier Nachrichter. Es folgten von 1932 bis 1934 Engagements in Heidelberg und als Kapellmeister in Darmstadt, München und Leipzig. 1932 heiratete er seine erste Frau, die Schauspielerin Vera Spohr. 

### In der Zeit des Nationalsozialismus
Nach mehrmonatiger Tätigkeit als Aufnahmeleiter der Telefunken GmbH entschloss sich Schultze 1936, als freier Komponist für Bühne und Film sein Glück zu versuchen. In der Zeit des Nationalsozialismus lieferte Schultze eine Reihe von Kompositionen zu Soldaten- und Propagandaliedern. Er beantragte am 23. Februar 1940 die Aufnahme in die NSDAP und wurde zum 1. Juni desselben Jahres aufgenommen (Mitgliedsnummer 7.623.939). 1943 ehelichte er seine zweite Frau, die bulgarische Schauspielerin, Sängerin und Schriftstellerin Iwa Wanja (1905–1991), die ihrem Mann Libretti zu mehreren seiner Bühnenwerke schrieb.
Aus der Ehe gingen mehrere Kinder hervor, unter ihnen der Musiker Kristian Schultze.
Im Auftrag von Propagandaminister Joseph Goebbels vertonte er Stücke wie Von Finnland bis zum Schwarzen Meer (in dessen Refrain die Textzeile „Führer, befiehl, wir folgen dir“), das Lied der Panzergruppe Kleist, Panzer rollen in Afrika vor oder Bomben auf Engelland.
Wegen seiner Kampf- und Soldatenlieder wurde Norbert Schultze immer wieder als Nazi-Propagandist angeprangert. Die Kritik galt auch der Musik für Veit Harlans Durchhaltefilm Kolberg. Wesentliche Stücke, darunter das Hauptthema stammten aus dem Kriegsdokumentarfilm Feuertaufe, für den Schultze ebenfalls die Musik komponiert hatte. Norbert Schultze hatte auch die Musik zu dem Euthanasiefilm Ich klage an komponiert. 
Wie viele seiner Zeitgenossen, zum Beispiel Leni Riefenstahl, relativierte er seine Arbeit für die Nationalsozialisten. Später äußerte er: „Wissen Sie, ich war damals im besten Soldatenalter. So um die 30. Für mich war die Alternative: komponieren oder krepieren. Da habe ich mich für das Erstere entschieden.“
Im August 1944 wurde Schultze in die Gottbegnadeten-Liste aufgenommen, was ihn vor dem Kriegsdienst bewahrte, aber zur Kulturpropaganda verpflichtete.
Schultze wurde im Rahmen der Entnazifizierung als Mitläufer eingestuft, nach Zahlung einer Verfahrensgebühr von 3000 Mark bekam er eine sofortige Arbeitserlaubnis. Die genannten Lieder unterliegen bis zum heutigen Tag der GEMA-Gebührenordnung. Schultze hat testamentarisch verfügt, dass sämtliche Tantiemen seiner von 1933 bis 1945 entstandenen Werke (also auch die seiner Märchenoper Schwarzer Peter) dem Deutschen Roten Kreuz zufließen. Dies geschieht bis in die Gegenwart.

### Lili Marleen
Im Jahr 1938 schrieb Schultze eine Melodie zu dem Gedicht Lili Marleen aus dem Bändchen Die kleine Hafenorgel von Hans Leip. Schallplattenaufnahmen, zunächst mit einem männlichen Sänger, 1939 mit Lale Andersen, wurden zunächst wenig verkauft. Als aber der deutsche Soldatensender Belgrad 1941 die Aufnahme mit der Sängerin einige Male zum Programmschluss aufgelegt hatte, zeigten Hörerzuschriften lebhafte Nachfrage. Der vom Militärsignal Zapfenstreich eingeleitete, im Marschtakt vorgetragene Text über Befehlszwang, Abschied und Grab traf die innere Stimmung von Millionen Soldaten aller damals kämpfenden Armeen auf beiden Seiten der Fronten und wurde in etwa fünfzig Sprachen zu einem weltweiten kulturellen „Leitmotiv“ des Zweiten Weltkrieges. 

### Nachkriegszeit
Schultze stand zunächst auf einer schwarzen Liste der Information Control Division (Propaganda- und Zensurabteilung der amerikanischen Besatzungszone in Deutschland). Er leitete von 1953 bis 1968 seinen eigenen Musikverlag und Bühnenvertrieb.
Schultze blieb seinem Metier treu und schrieb weiterhin zahlreiche Opern, Operetten (z. B. Regen in Paris), Musicals, Ballette (darunter Struwwelpeter und Max und Moritz [Verfilmung 1956]), Filmmusiken und Lieder.
Schultze wurde 1961 zum Präsidenten des Verbandes deutscher Bühnenschriftsteller und -komponisten gewählt; von 1973 bis 1991 war er Vorstandsmitglied im Deutschen Komponistenverband. Bis 1996 bekleidete er Ämter im GEMA-Aufsichtsrat, im Kuratorium der GEMA-Sozialkasse und bei der Versorgungsstiftung der deutschen Komponisten. Seinen Lebensabend verbrachte Schultze mit seiner dritten Frau Brigitt Salvatori vor allem auf Mallorca und pendelte oft nach Bayern. Seine Grabstätte befindet sich auf dem Hauptfriedhof Braunschweig.
1992 wurde der Dokumentarfilm Den Teufel am Hintern geküsst veröffentlicht.
Der künstlerische Nachlass Schultzes wurde im Jahre 2005 dem Deutschen Komponistenarchiv in Dresden zur Archivierung übergeben. Der Bestand ist archivarisch erschlossen.   

## Überblick über sein Schaffen

### Titel des Komponisten (Auswahl)
- Ich möchte so sein wie du mich willst
- Bomben auf Engelland
- Panzer rollen in Afrika vor
- Von Finnland bis zum Schwarzen Meer
- Lied der Panzergruppe Kleist
- Lili Marleen
- Nimm mich (uns) mit, Kapitän, auf die Reise (hier stammt auch der Text von Norbert Schultze und Fritz Graßhoff)
- Kleine weiße Möwe
- Ach ich hab in meinem Herzen darinnen
- Oh signorina-rina-rina
- Trippel-trappel Pony
- Die kleine Tempelglocke aus Neu-Delhi, für Bass und Klavier (1959) (Text: Walter Rothenburg)[8]

### Bühnenwerke (Auswahl)
- Schwarzer Peter, Märchenoper, 1936 in Hamburg uraufgeführt
- Das kalte Herz, Märchenoper, 1943
- Struwwelpeter, Ballett, 1937
- Max und Moritz, Ballett, 1938, an der Hamburger Staatsoper gespielt
- Maria im Walde, Oper, 1940
- Peter der Dritte, Oper, 1964
- Prinzessin auf der Erbse, Märchen mit Musik
- Das tapfere Schneiderlein, Oper, 1980
- Schneekönigin, Märchen mit Musik
- Schneewittchen, Oper, 1981
- Regen in Paris, Operette, 1957
- Käpt’n Bye-Bye, Musical, 1950

### Filmmusik (Auswahl)
- 1939: Feuertaufe
- 1939: Gold in New Frisco
- 1939: Renate im Quartett
- 1940: Aus erster Ehe
- 1940: Frau nach Maß
- 1940: Bismarck
- 1941: Ich klage an
- 1941: Kampfgeschwader Lützow
- 1942: Der Fall Rainer
- 1943: Symphonie eines Lebens
- 1943/44: Eine kleine Sommermelodie (UA: 1982)
- 1943/45: Kolberg
- 1944: Die Affäre Roedern
- 1944/49: Die Nacht der Zwölf
- 1945: Das Leben geht weiter
- 1949: 12 Herzen für Charly
- 1950: Es kommt ein Tag
- 1952: Der Tag vor der Hochzeit
- 1953: Käpt’n Bay-Bay
- 1953: Nur nicht aufregen
- 1953: Zwerg Nase
- 1953: Das tanzende Herz
- 1953: Geliebtes Leben
- 1954: Ein Leben für Do
- 1954: Rittmeister Wronski
- 1954: Unternehmen Edelweiß
- 1955: Die Mädels vom Immenhof
- 1955: Der fröhliche Wanderer
- 1955: Oberarzt Dr. Solm
- 1955: Mamitschka
- 1955: Roman einer Siebzehnjährigen
- 1955: Das Sandmännchen
- 1956: Max und Moritz
- 1956: Was die Schwalbe sang
- 1956: … wie einst Lili Marleen
- 1957: Aufruhr im Schlaraffenland
- 1957: Die Freundin meines Mannes
- 1957: Jede Nacht in einem anderen Bett
- 1958: Das Mädchen Rosemarie
- 1958: U 47 – Kapitänleutnant Prien
- 1958: Ist Mama nicht fabelhaft?
- 1958: Es war die erste Liebe
- 1960: Der Gauner und der liebe Gott
- 1960: Soldatensender Calais
- 1960: Stefanie in Rio
- 1963: Moral 63
- 1976: Rosemaries Tochter

### Buch
- Mit dir, Lili Marleen. Atlantis-Musikbuch-Verlag, Mainz 1995, ISBN 3-254-00206-7.

## Ehrungen und Auszeichnungen
- 1975 – Paul-Lincke-Ring
- 1980 – Goldene Europa
- 1981 – Goldene Nadel der Dramatiker Union
- 1996 – GEMA-Ehrenring